# Villa de San Francisco
Villa de San Francisco es un municipio del departamento de Francisco Morazán en la República de Honduras.

## Toponimia
Su nombre es en honor a Francisco de Asis, santo de la iglesia católica.

## Límites
El municipio, situado a unos 68 km de Tegucigalpa.

']], Francisco Morazán
| Orientación | Límite                                           |
| ----------- | ------------------------------------------------ |
| Norte       | Municipio de Cantarranas, Francisco Morazán      |
| Sur         | Municipio de Morocelí, El Paraíso                |
| Este        | Municipio de Morocelí, El Paraíso                |
| Oeste       | Municipio de Valle de Ángeles, Francisco Morazán |

## Historia
En 1896, en la División Política Territorial de 1896 era una aldea perteneciente al Municipio de San Juan de Flores.
En 1923 (22 de agosto), le dieron categoría de Municipio.

## Economía
Su economía se basa en la agricultura y ganadería, siendo los principales cultivos: caña de azúcar, maíz, frijol, sandía y plátano.
Las principales fuentes de trabajo son una "Central Azucarera" y "sandillera y melonera SOL" donde sus habitantes en el tiempo de la zafra y cultivo, cosecha de sandía obtienen empleos temporales.

## División Política
Aldeas: 5 (2013)
Caseríos: 33 (2013)